# Saraiella mucibabicae
Saraiella mucibabicae är en tvåvingeart som först beskrevs av Krek 1967.  Saraiella mucibabicae ingår i släktet Saraiella och familjen fjärilsmyggor. Inga underarter finns listade i Catalogue of Life.